# Per Schwenzen
Per Schwenzen (Moss, 1899. február 3. – München, 1984. november 4.) norvég forgatókönyvíró, író és műfordító. Németországban települt le, a Harmadik Birodalom számára készített propaganda-színdarabokat.